# Zdymadlo Bělov
Zdymadlo Bělov, je vodní dopravní stavba, skládající se z jezu, malé vodní elektrárny a plánované plavební komory na řece Moravě na říčním kilometru 166,67. Leží na katastrálním území obce Bělov ve vzdálenosti 1,2 km východně od středu obce a zároveň 1 km severozápadně od středu části otrokovické části Bahňák - Baťov Rohatec. Předchozí plavební stupeň je plavební komora Spytihněv.

## Historie
Jez, po kterém vede zároveň mostovka silnice III/36745, byl zprovozněn v roce 1965. Malá vodní elektrárna byla postavena v roce 2013.
V roce 2024 by měla vedle jezu začít výstavba plavební komory,, jejímž cílem je prodloužení splavnosti řeky Moravy až do Kroměříže a prodloužit vodní cestu Baťův kanál severním směrem. Plavební komora vznikne vedle jezu na pravém břehu řeky, kterou v těchto místech rozšíří. Spolu s plavební komorou by měl vzniknout i rybí přechod.

## Parametry jezu
| Typ jezu   | Pohyblivý jez - třísegmentový s klapkou |
| Výška jezu | 3,0 m                                   |
| Vzdutí     |                                         |

## Parametry plánované plavební komory
| Celková délka plavební komory | 53,55 m |
| Užitná délka plavební komory  | 38,5 m  |
| Užitná šířka plavební komory  | 5,3 m   |
| Hloubka plavební komory       | 4,5 m   |
| Výška záporníku               | 1,5 m   |
| Rozdíl plavebních hladin      |         |
| Výška horní hladiny           |         |
| Výška dolní hladiny           |         |